# Mieczysław Mazurek (1912–2000)
Mieczysław Mazurek ps. „Jaskółka” (ur. 11 października 1912, zm. 27 marca 2000 w Sanoku) – żołnierz Wojska Polskiego II RP oraz Związku Walki Zbrojnej-Armii Krajowej, więzień niemieckich obozów koncentracyjnych.

## Życiorys
Urodził się 11 października 1912 w Sanoku. Był synem Piotra i Marii. W 1930 ukończył szkołę zawodową i praktykę tokarstw w sanockiej fabryce wagonów. W tym samym roku został powołany do odbycia służby wojskowej, a po jej wypełnieniu pracował ponownie w sanockiej fabryce do 1937. W tym roku zdał egzamin czeladniczy i został przeniesiony do Fabryki Cegielskiego w Rzeszowie.
Przed 1939 był urzędnikiem. W sierpniu 1939 jako żołnierz 49 pułku piechoty z Kołomyi został skierowany do jednostki wojskowej Baligród-Cisna, gdzie pracował przy umocnieniach obronnych. Po wybuchu II wojny światowej brał udział w kampanii wrześniowej jako zmobilizowany do służby w Obrony Narodowej. Po tym jak jego jednostkę rozbito koło Leska, został wzięty do niewoli, a potem zbiegł z transportu w drodze do Niemiec i po dwóch miesiącach powrócił do Sanoka. Po nastaniu okupacji niemieckiej w 1940 podjął pracę w kopalni nafty w Zagórzu, potem w młynie Karola Baranowicza w Sanoku, a po kilku miesiącach ponownie podjął pracę w macierzystej fabryce w Sanoku. Od 10 maja 1940 był żołnierzem Związku Walki Zbrojnej (od 1942 Armii Krajowej). W konspiracji działał pod pseudonimem „Jaskółka”. Zajmował się kolportażem gazetek, zwiadem w zakresie wojskowym, realizacją przerzutów granicznych. Został aresztowany przez Niemców i 3 marca 1942 osadzony w sanockim więzieniu, gdzie przebywał do 24 kwietnia 1942. Od 5 do 15 maja 1942 był przetrzymywany w więzieniu Montelupich w Krakowie, po czym został osadzony w obozie koncentracyjnym Auschwitz-Birkenau 18 maja 1942, gdzie otrzymał obozowy numer więźnia 35718. Stamtąd 4 czerwca 1942 został przeniesiony do obozu Groß-Rosen, gdzie przybywał od 30 września do 15 października 1943, później od 9 sierpnia 1942 w Dachau (nr 33816), dalej ponownie w Auschwitz od 26 października 1942 i Groß-Rosen i ostatecznie skierowany do Oranienburga, gdzie u kresu wojny odzyskał wolność 26 kwietnia 1945 w wyniku wyzwolenia obozu przez Armię Czerwoną.
7 maja 1945 powrócił do Polski. W 1945 podjął pracę w zakładach chemicznych w Oświęcimiu, a po sześciu miesiącach zdał egzamin mistrzowski. Od 1946 kształcił się zawodowo w Bytomiu, lecz po przejściu operacji serca był zmuszony przerwać naukę. Zamieszkiwał w Sanoku. Od 1952 pracował w Przedsiębiorstwie Budownictwa Terenowego, potem przekształconego w Sanockie Przedsiębiorstwo Budowlane, jako kierownik produkcji pomocniczej. 
Od 1946 wstąpił do organizacji kombatanckiej. Należał do Związku Bojowników o Wolność i Demokrację; w oddziale powiatowym w Sanoku ZBoWiD 20 października 1968 został wybrany przewodniczącym komisji rewizyjnej, 23 maja 1971 członkiem tejże, 21 października 1973 wybrany członkiem komisji rewizyjnej oddziału miejskiego w Sanoku (działającego od 1 stycznia 1973 wskutek przekształcenia oddziału powiatowego na podstawie zmian administracyjnych). Potem był członkiem Koła Miejsko-Gminnego ZBoWiD w Sanoku, 23 października 1977 wybrany członkiem komisji rewizyjnej, ponownie 11 maja 1980, 28 listopada 1982 wybrany zastępcą przewodniczącego tejże. Z sanockiego ZBoWiDu w 1977 został delegowany do Komisji do spraw Profilaktyki Miejskiego Komitetu Frontu Jedności Narodu. W 1978 został wybrany członkiem Miejskiego Komitetu Kontroli Społecznej (MKKS). W 1982 otrzymał zaświadczanie kombatanta. Należał do PZPR. Na początku 2001 ogłoszono jego awans na stopień podporucznika.
Zmarł 27 marca 2000. Jego żoną była Stanisława (1920-1996). Oboje zostali pochowani w grobowcu rodzinnym na Cmentarzu Centralnym w Sanoku.

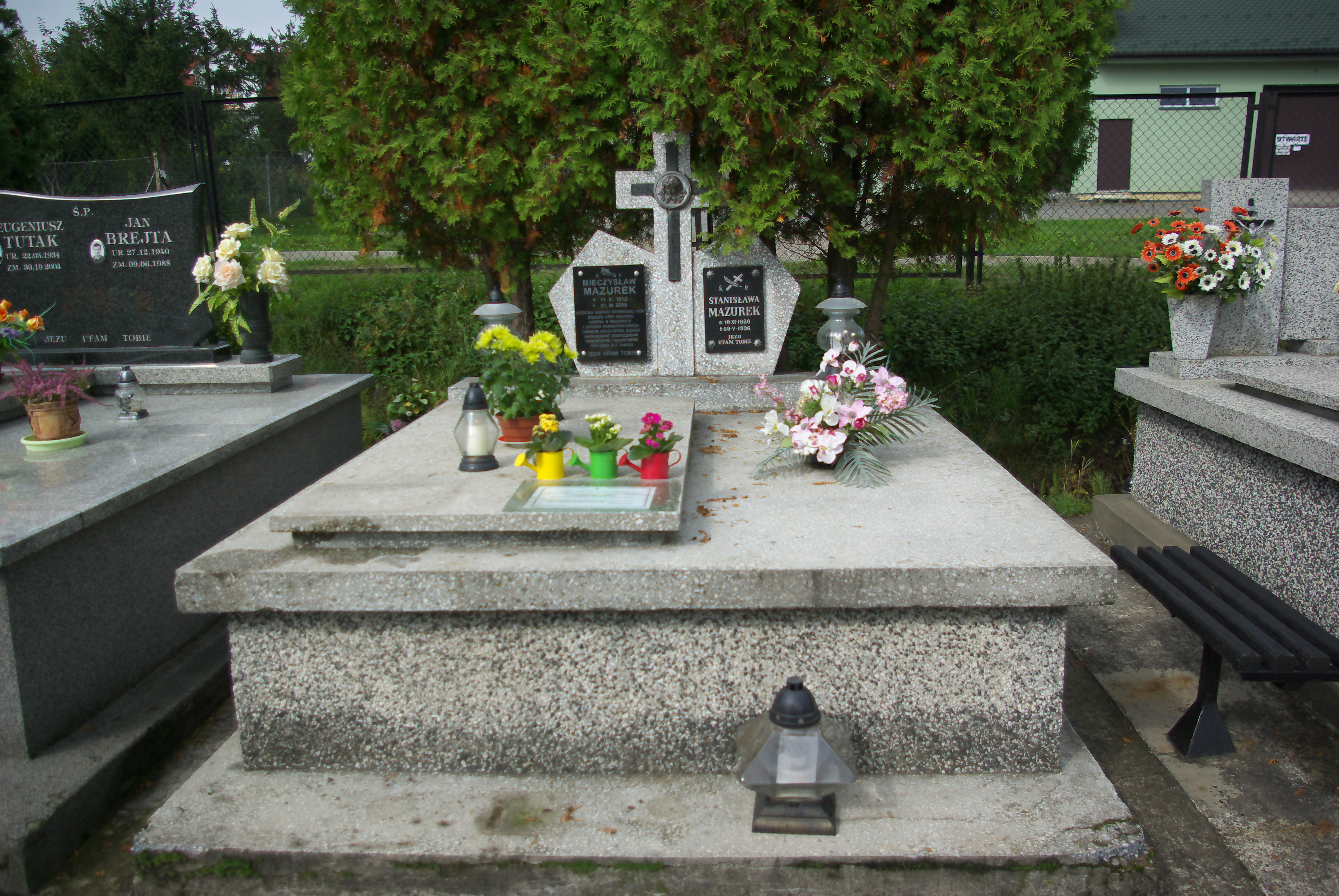
Grobowiec Mieczysława Mazurka w Sanoku

## Odznaczenia
- Krzyż Kawalerski Orderu Odrodzenia Polski (1973)[3][28]
- Srebrny Krzyż Zasługi (1964)[29]
- Krzyż Partyzancki (1959)[30]
- Medal „Za udział w wojnie obronnej 1939” (1982)[20][31]
- Medal Zwycięstwa i Wolności 1945 (1957)[29]
- Odznaka 1000-lecia Państwa Polskiego (1967)[29]
- Odznaka Grunwaldzka (1957)[30]
- Odznaka „Zasłużony dla Województwa Rzeszowskiego” (1969)[32]
- Odznaka „Zasłużony dla Sanoka” (1980)[33][31]
- Odznaka „Racjonalizator Produkcji” (1969)[31]
- Odznaka „Zasłużony Działacz FJN” (1982)[31]